# JP-1
El JP-1 (del inglés Jet Propulsion o propulsión a chorro) fue uno de los primeros combustibles para motores a reacción, especificado en 1944 por el gobierno de los Estados Unidos. Compuesto de queroseno puro, contaba con un alto punto de inflamabilidad respecto al combustible de aviación habitual y un punto de congelación de -60 °C. Esta última especificación limitó la disponibilidad del JP-1, que pronto fue sustituido por otros combustibles, mezclas de queroseno con nafta o gasolina.